# Anomoea
Anomoea là một chi côn trùng thuộc phân họ Cryptocephalinae.

## Các loài
- Anomoea flavokansiensis
- Anomoea laticlavia
- Anomoea nitidicollis
- Anomoea rufifrons